# TJ Lanning
Thomas Lanning detto TJ (Helena, 27 agosto 1987) è un ex sciatore alpino statunitense.

## Biografia
Originario di Park City e attivo in gare FIS dal novembre del 1999, Lanning esordì in Nor-Am Cup il 17 marzo 2000 a Rossland in slalom gigante (38º) e in Coppa del Mondo il 22 novembre 2002 a Park City nella medesima specialità, senza qualificarsi per la seconda manche. Conquistò il primo podio in Nor-Am Cup il 2 gennaio 2006 a Hunter Mountain in slalom gigante (2º); l'anno dopo ai Mondiali di Åre 2007, sua unica presenza iridata, si classificò 41º nella discesa libera, 34º nel supergigante e 20º nella supercombinata.
Conquistò l'ultimo podio in Nor-Am Cup l'11 marzo 2008 a Whiteface Mountain in supergigante (3º) e il 22 novembre dello stesso anno ottenne il miglior piazzamento in Coppa del Mondo, a Lake Louise in discesa libera (9º). Si ritirò durante la stagione 2009-2010 e la sua ultima gara fu la discesa libera di Coppa del Mondo disputata il 28 novembre a Lake Louise, non completata da Lanning.

## Palmarès

### Coppa del Mondo
- Miglior piazzamento in classifica generale: 66º nel 2009

### Coppa Europa
- Miglior piazzamento in classifica generale: 44º nel 2008
- 1 podio:
  - 1 vittoria

#### Coppa Europa - vittorie
| Data            | Località      | Paese    | Specialità |
| --------------- | ------------- | -------- | ---------- |
| 17 gennaio 2008 | Crans-Montana | Svizzera | DH         |

Legenda:

DH = discesa libera

### Nor-Am Cup
- Miglior piazzamento in classifica generale: 8º nel 2006
- 5 podi:
  - 3 secondi posti
  - 2 terzi posti

### Australia New Zealand Cup
- Miglior piazzamento in classifica generale: 13º nel 2007
- Vincitore della classifica di slalom gigante nel 2007
- 1 podio:
  - 1 vittoria

#### Australia New Zealand Cup - vittorie
| Data           | Località     | Paese         | Specialità |
| -------------- | ------------ | ------------- | ---------- |
| 29 agosto 2006 | Coronet Peak | Nuova Zelanda | GS         |

Legenda:

GS = slalom gigante

### Campionati statunitensi
- 4 medaglie:
  - 1 oro (discesa libera nel 2008)
  - 1 argento (supergigante nel 2002)
  - 2 bronzi (supergigante nel 2006; supergigante nel 2007)